# 保加利亞郵政
保加利亞郵政（羅馬化：Balgarski poshti）是保加利亞的國營郵政服務。保加利亞郵政創立於1992年，全資由保加利亞政府所有。截至2016年，保加利亞郵政運營有2,981個郵局，員工數約13,000人。

## 外部連結
- Official website （页面存档备份，存于）